# 第一代李頓伯爵羅伯特·布爾沃-李頓
羅伯特·布爾沃-李頓（英語：Robert Bulwer-Lytton，1831年11月8日—1891年11月24日）是英國保守黨政治人物，作家愛德華·布爾沃-李頓之子。1876年至1880年間擔任印度總督。1880年卸任後獲封李頓伯爵（Earl of Lytton）爵位。

## 婚姻子女
李頓與艾迪絲·維勒斯（Edith Villiers）1864年結婚，有七個孩子，包含維克多，第二代伯爵；以及康斯坦絲，女性參政權倡議者。